# Jana (rivier)

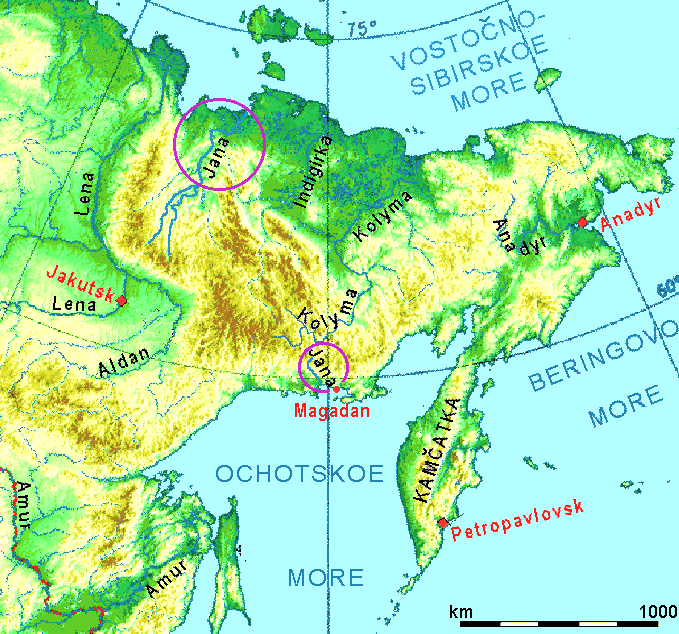
De twee rivieren "Jana" in het verre oosten van Rusland; de Jana die hier bedoeld wordt is degene linksboven, de andere gelijknamige rivier stroomt richting de Zee van Ochotsk.

De Jana (Russisch: Яна) is een rivier in Jakoetië (Rusland), tussen de Lena en de Indigirka.
De rivier is 872 kilometer lang en heeft een stroomgebied van 238.000 km², het debiet bedraagt ongeveer 25 km³ per jaar. Dat water wordt vooral geloosd in mei en juni wanneer het ijs op de rivier is gesmolten. De Jana bevriest in oktober en blijft onder het ijs tot het einde van mei, begin juni. In de buurt van Verchojansk blijft ze zo'n 70 tot 110 dagen per jaar tot op de bodem bevroren en 220 dagen gedeeltelijk.
De rivier ontspringt bij de samenvloeiing van de Sartang en de Doelgalach. Wanneer de Jana in de Laptevzee uitmondt, vormt ze een grote delta (10.200 km²). Er bevinden zich naar schatting 40.000 meren in het stroomgebied van de Jana, waaronder bergmeertjes gevuld met smeltwater in het Verchojanskgebergte en overstromingsmeren in de moerassige vlaktes in het noorden van het stroomgebied.
De belangrijkste zijrivieren van de Jana zijn de Aditsja, Oldzjo, Abirabit en Bitantaj. Daarnaast zijn er nog tientallen andere, waarvan de meeste in het Verchojanskgebergte ontsprongen.
Verchojansk, Batagaj, Oest-Koejga en Nizjnejansk zijn de belangrijkste nederzettingen langs de Jana.